# Lac Kakinocewcik
Lac Kakinocewcik är en sjö i Kanada.   Den ligger i regionen Lanaudière och provinsen Québec, i den sydöstra delen av landet, 230 km norr om huvudstaden Ottawa. Lac Kakinocewcik ligger 418 meter över havet. Arean är 0,42 kvadratkilometer. Den ligger vid sjöarna  Lac Barroy Lac du Téton Lac Gate och Petit lac Michaud. Den sträcker sig 1,3 kilometer i nord-sydlig riktning, och 0,9 kilometer i öst-västlig riktning.
I omgivningarna runt Lac Kakinocewcik växer i huvudsak blandskog. Runt Lac Kakinocewcik är det mycket glesbefolkat, med 6 invånare per kvadratkilometer.